# Sabrina, nastoletnia czarownica (film 2002)
Sabrina, nastoletnia czarownica (ang. Sabrina the Teenage Witch in Friends Forever, znana również jako Sabrina: Friends Forever) – amerykańsko-kanadyjski film animowany z 2002 roku wyprodukowany przez DIC Entertainment, w reżyserii Scotta Heminga.  Jest fabularnie kontynuacją animowanego serialu telewizyjnego Sabrina – opowiadającego o perypetiach nastoletniej czarownicy Sabriny Spellman – a zarazem wstępem do sequela serialu pod tytułem Sabrina’s Secret Life.

## Opis fabuły
Sabrina Spellman w dniu swoich urodzin kończy 13 lat i otrzymuje pierwszą magiczną różdżkę od czarownicy Enchantry. Zgodnie ze zwyczajem wszystkich czarownic, zapisuje się do Akademii Czarownic, aby poznać trzy zasady czarnoksięstwa. W samej akademii czuje się gorsza od swoich rówieśniczek z powodu bycia pół-czarownicą, toteż ten fakt ukrywa.
Sabrina dołącza do swoich nowych przyjaciółek, które w międzyczasie wyśmiewają się z innej uczennicy – Nicole Candler, uzdolnionej poprzez czytanie książek, jednakże nieśmiałej oraz zamkniętej w sobie dziewczyny – i podejrzewają ją o bycie pół-czarownicą. Kiedy główna bohaterka odkrywa, że Nicole faktycznie jest pół-czarownicą taką jak ona, dziewczyny zaczynają mieć ze sobą większy kontakt.
Sabrina, aby spopularyzować swoją koleżankę w akademii, charakteryzuje ją na atrakcyjniejszą dziewczynę. Przyjaciółki Sabriny przeczuwają, że coś się dzieje między nią a jej nową znajomością i postanawiają udowodnić, że Nicole jest pół-czarownicą. Udaje im się to, przez co Nicole jest bardziej wyszydzana i nękana w szkole, toteż na zajęciach, w których ona uczestniczy, udziela jej się charakterystyczne zmienianie przedmiotów, aby były w połowie swojej oryginalnej wersji.
W późniejszym czasie Sabrina odwiedza Nicole w jej pokoju w akademiku i po rozmyślaniach, udaje im się dojść do rozwiązania swoich problemów, po czym zostają dobrymi przyjaciółkami. Razem rozpoczynają podróż do Królestwa Czarownic w poszukiwaniu Drzewa Mądrości w nadziei, że staną się pełnymi czarownicami.

## Obsada
- Britt McKillip – Sabrina Spellman
- Bettina Bush – ciocia Zelda
- Moneca Stori – ciocia Hilda
- Louis Chirillo – Salem
- Alexandra Carter – Nicole Candler
- Jay Brazeau – wujek Eustace
- Marilyn Gann – panna Hag
- Andrew Kavadas – Płaskouchy
- Samuel Vincent – Craven
- Carly McKillip – Portia
- Vanessa Morley – Bree
- Jane Mortifee – Enchantra
- Teryl Rothery – panna Fetid
- Dale Wilson – pan Rancid
- Garry Chalk – czarodziej
- Colin Murdock – hokeista
- Alistair Abell – hokeista
- Brent Miller – hokeista[1]

## Wersja polska
Udźwiękowienie: Kartunz

Reżyseria: Grzegorz Pawlak

Wersja polska na podstawie tłumaczenia: Magdaleny Machcińskiej-Szczepaniak – Grzegorz Pawlak

Udział wzięli:
- Magdalena Dratkiewicz – Sabrina
- Magdalena Zając – Nicole
- Masza Bauman – Portia
- Beata Olga Kowalska – Bree
- Janusz German – Salem
- Grzegorz Pawlak – pan Rancid

Lektor: Janusz German